# طويلان العليا (كليائي)
طویلان العلیا (بالفارسية: طویلان علیا) هي قرية تقع في إيران في قسم کلیائي الريفي. يقدر عدد سكانها بـ 386 نسمة بحسب إحصاء 2016.